# Sovjak (Suhopolje)
Sovjak is een plaats in de gemeente Suhopolje in de Kroatische provincie Virovitica-Podravina. De plaats telt 20 inwoners (2001).